# 入江節次郎
入江節次郎（いりえ せつじろう、1921年2月9日-　）は、日本の経済学者、同志社大学名誉教授。

## 来歴
岡山市生まれ。1944年東京帝国大学法学部卒。1980年「帝国主義論への道」で大阪市立大学経済学博士。同志社大学経済学部助教授、教授、92年定年退任、名誉教授。

## 著書
- 『独占資本イギリスへの道 現代への序曲』ミネルヴァ書房 社会科学選書 1962
- 『帝国主義論序説』ミネルヴァ書房 社会科学選書 1967
- 『帝国主義論への道』ミネルヴァ書房 社会科学選書 1973
- 『帝国主義の解明』新評論 現代社会科学叢書 1979
- 『イギリス資本輸出史研究』新評論 1983
- 『世界金融史研究』藤原書店 1991
- 『世界経済史の方法と展開 経済史の新しいパラダイム(1820-1914年)』藤原書店 2002

### 共編著
- 『帝国主義研究』全2巻 星野中共編著 御茶の水書房 1973－77
- 『講座西洋経済史 3 帝国主義』責任編集 同文館出版 1980
- 『講座西洋経済史 4 大恐慌前後』高橋哲雄共責任編集 同文館出版 1980
- 『世界経済史 世界資本主義とパクス・ブリタニカ』編著 ミネルヴァ書房 1997